# エージネ
エージネ（伊: Esine）は、イタリア共和国ロンバルディア州ブレシア県にある、人口約5,200人の基礎自治体（コムーネ）。

## 地理

### 位置・広がり

#### 隣接コムーネ
隣接するコムーネは以下の通り。
- ベルツォ・インフェリオーレ
- ボーヴェニョ
- チヴィダーテ・カムーノ
- ダルフォ・ボアーリオ・テルメ
- ジャーニコ
- ピアンコーニョ

### 地震分類
イタリアの地震リスク階級 (it) では、3 に分類される
。

## 行政

### 山岳部共同体
広域行政組織である山岳部共同体「ヴァッレ・カモニカ山岳部共同体」 (it:Comunità montana di Valle Camonica) （事務所所在地: ブレーノ）を構成するコムーネの一つである。